# Оман (Болгарія)
Ома́н (болг. Оман) — село в Ямбольській області Болгарії. Входить до складу общини Болярово.

## Населення
За даними перепису населення 2011 року у селі проживала 81 особа.
Національний склад населення села:
| Національність   | Кількість осіб | Відсоток |
| ---------------- | -------------- | -------- |
| болгари          | 74             | 91,4 %   |
| цигани           | 7              | 8,6 %    |
| турки            | 0              | 0 %      |
| інша             | 0              | 0 %      |
| не визначились   | 0              | 0 %      |
| Всього відповіли | 81             |          |

Розподіл населення за віком у 2011 році:
Динаміка населення: